# Arthur Mills (3e baron Hillingdon)
Arthur Robert Mills, 3e baron Hillingdon (13 octobre 1891 – 5 décembre 1952), est un homme politique britannique conservateur.

## Biographie
Mills est le deuxième fils de Charles Mills (2e baron Hillingdon), et d'Alice Marion Harbord, fille de Charles Harbord, 5e baron de Suffield. Il succède à son frère aîné Charles Thomas Mills en tant que député pour Uxbridge , en 1915, un siège qu'il occupe jusqu'en 1918 En 1919, il entre à la Chambre des lords à la mort de son père.
Il épouse Edith Marie Winifred Cadogan, fille de Henry Cadogan, en 1916. Ils ont deux fils et trois filles. Lady Hillingdon est présidente du Comité Consultatif des Femmes du Parti Conservateur et est faite Dame Commandeur de l'Ordre de l'Empire britannique en 1939. Elle est la marraine de sa nièce Sarah, la fille aînée de John Spencer-Churchill, 10e duc de Marlborough.
Lord Hillingdon est mort en décembre 1952, âgé de 61 ans, et est remplacé dans la baronnie de son fils aîné, Charles.